# Karnatische Musik

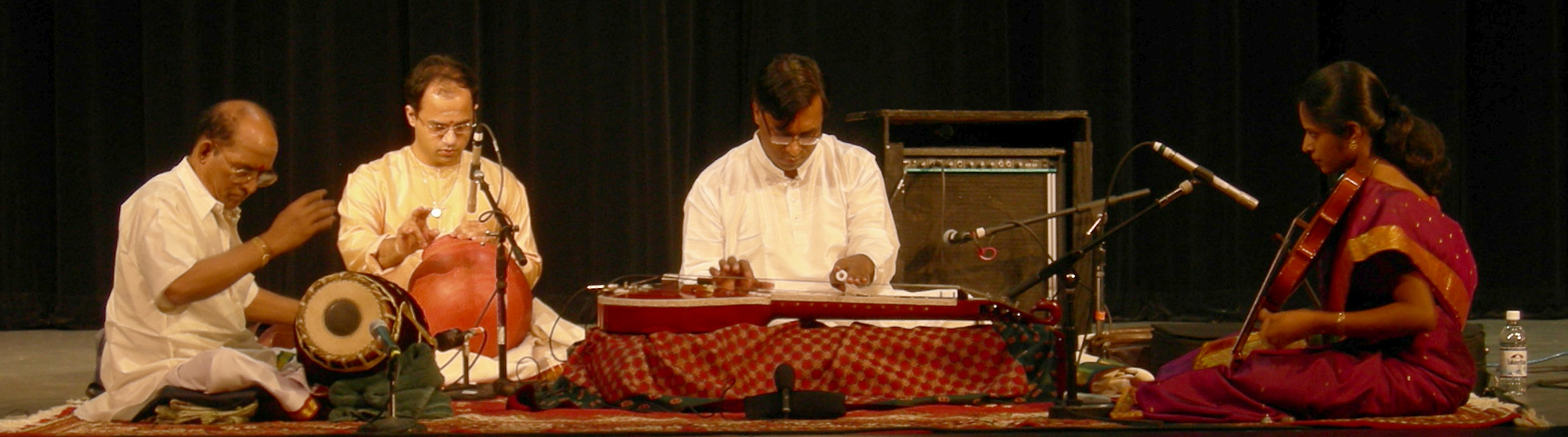
Musizierende karnatischer Musik

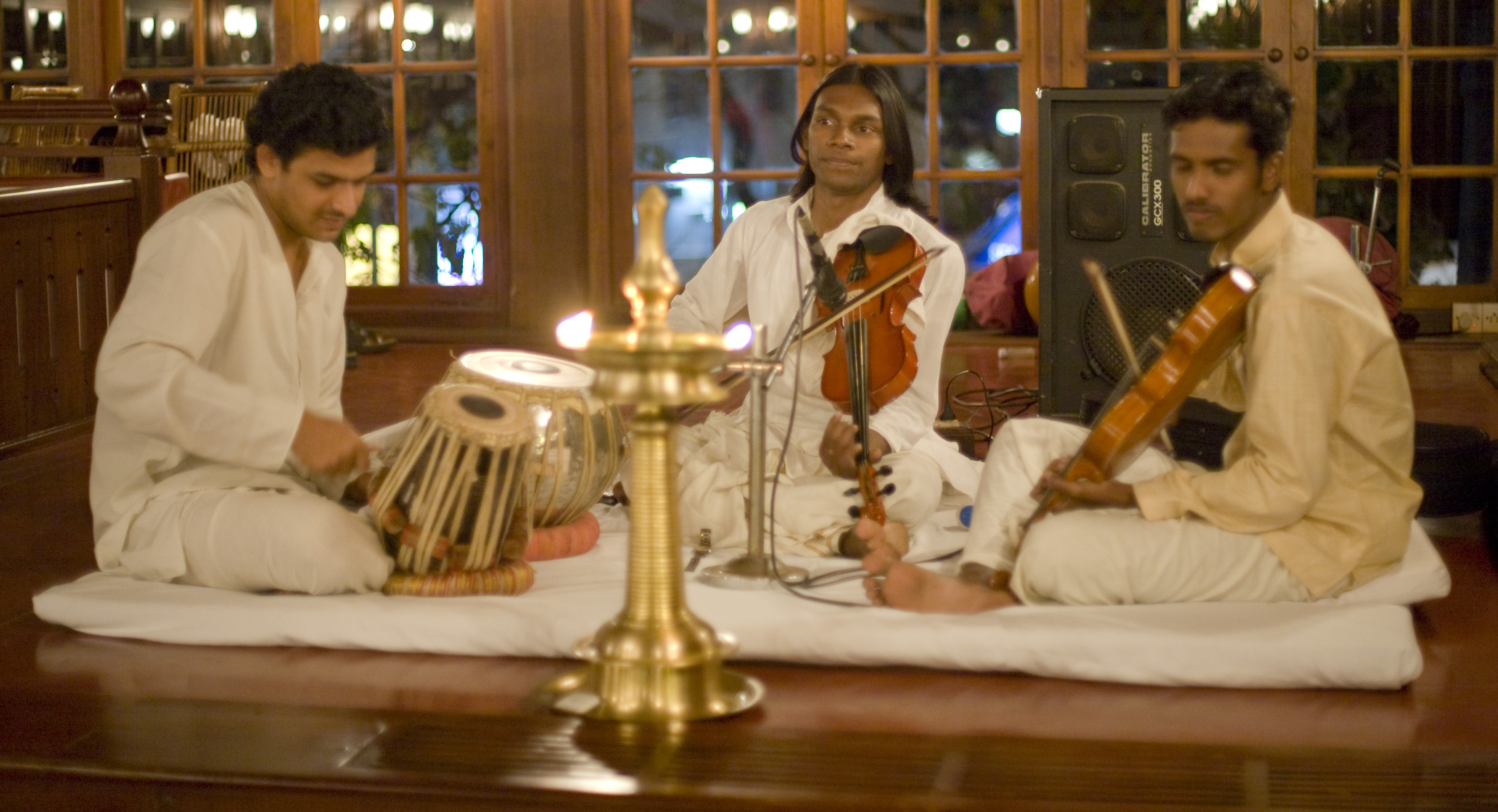
Karnatisches Ensemble

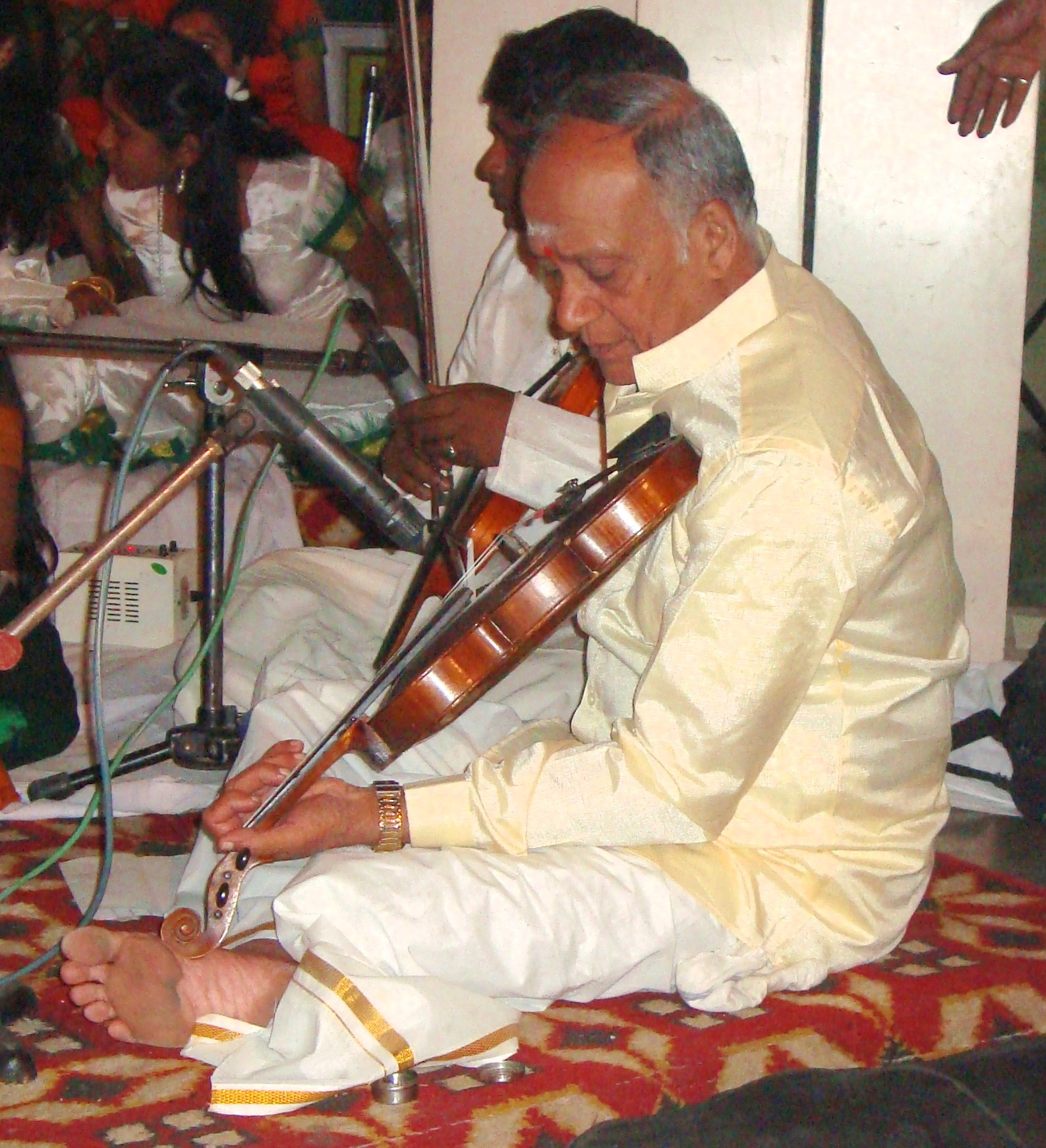
Karnatische Violine

Die Karnatische Musik ist süd-indischer Herkunft und wird der klassischen Musik zugerechnet. Sie hat sich aus alten Hindu-Traditionen heraus entwickelt, mit Arrangements, denen viele melodiöse und rhythmische Variationen zugrunde liegen.
Karnatische Musik wird häufig gesanglich vorgetragen. Wie allgemein der indischen Musik, liegt auch der karnatischen Musik die menschliche Stimme zugrunde. Sie dient der Vermittlung von Melodie, Melismatik, Rhythmus und Ausdruck. Auch wenn die Musik instrumental vorgetragen wird, ist sie ursprünglich für eine Gesangsstimme geschrieben. 
Die Instrumentierung in der karnatischen Musik folgt meist traditionellen Prinzipien. So stimmt auf den Gesang meist ein melodischer Begleiter ein (etwa eine Violine oder die Flöte venu). Hinzu kommt ein rhythmischer Begleiter (etwa die Doppelkonustrommel mridangam). Die ältesten bekannten Kompositionen mit Notation in Südindien sind Steininschriften aus dem 7. Jahrhundert nach Chr. bei Pudukkottai, Tamil Nadu.
Bis heute wird karnatische Musik grundsätzlich in mündlichen Traditionen (sampradāya) vom Lehrer auf die Schüler weitergegeben. Die Traditionen legen jeweils eigene Schwerpunkte auf ihre Komponisten sowie musikalischen und stilistischen Eigenheiten. 
Heute ist üblich, dass ein Schüler sich mit mehreren Traditionen vertraut macht. Früher stand er zumeist in einer einzigen Tradition. Durch unterschiedliche Einflüsse verschwimmen allerdings auch die Unterschiede zwischen den regionalen Traditionen zunehmend.
Es gibt eine jahrtausendealte Tradition, die in der südindischen Musik kontinuierlich fortlebt. Sie geht auf heilige Schriften wie die Veden und Upanishaden sowie auf anonyme Weise (Rishis) und heilige Musiker wie die Nayanmars, Alvars, Jayadeva, Tiruvalluvar, Kabir, Mira Bai, Purandara Dāsa und ganz besonders Tyagaraja (1767–1847) zurück. Bedeutende Wegbereiter in diesem Zusammenhang waren:
- Srīpadaraya (ಶ್ರೀಪಾದ ರಾಯರು) = Lakshminarayana Tīrtha (1404–1502).
- Vyāsatīrtha (ವ್ಯಾಸತೀರ್ಥ) = Vyāsaraya (1460–1539)
- Vadirājatīrtha (ಶ್ರೀ ವಾದಿರಾಜ ತೀರ್ಥರು) (zwischen 1480 und 1600)
- Purandara Dāsa (ಪುರಂದರ ದಾಸ) (1484–1564)
- Kanaka Dāsa (ಕನಕ ದಾಸ) (1509–1609)
- Sri Tallapaka Annamācārya (శ్రీ తాళ్ళపాక అన్నమాచార్య) = Annamayya (1408–1503)
- Pedda Tirumalayyangar, der Sohn Sri Tallapaka Annamācāryas
- Tallapakam Chinayya, Enkel Annamācāryas
- Kancherla Gopanna = Bhadrādri Rāmadāsu = Bhadrācala Rāmadāsu (భద్రాచల రామదాసు) (ca. 1620–1680)

Sie alle verkündeten die Einsicht, dass gute Musik der Schlüssel zur Selbstfindung und damit Erlösung des Individuums von seinen inneren und äußeren Konflikten ist. 
Unter diesen Heiligen nimmt Purandara Dāsa eine Sonderstellung ein, da er das heute noch gültige Lehrsystem der südindischen klassischen Musik eingeführt hat.